# Andreas Klinger
Andreas Klinger (* 1969) ist ein deutscher Historiker und Direktor der Thüringer Universitäts- und Landesbibliothek Jena.

## Leben
Andreas Klinger studierte Neuere Geschichte, Germanistische Literaturwissenschaft und Politikwissenschaften in Jena und Berlin. Im Jahr 2000 wurde er an der Friedrich-Schiller-Universität Jena mit einer Arbeit zur frühmodernen Territorialstaatsbildung am Beispiel des Herzogtums Gotha unter Ernst dem Frommen promoviert.
Bis 2012 war er in Jena als wissenschaftlicher Mitarbeiter und Assistent am Historischen Institut beschäftigt. In dieser Zeit nahm er neben Forschung und Lehre auch vielfältige Aufgaben des Wissenschaftsmanagements im Sonderforschungsbereich 482 „Ereignis Weimar-Jena. Kultur um 1800“ (1998–2010) sowie im „Forschungszentrum Laboratorium Aufklärung“ wahr.
Von 2012 bis 2024 arbeitete Klinger als Referent und stellv. Referatsleiter im Thüringer Wissenschaftsministerium in Erfurt. Dort war er zuständig für den Bereich der Hochschulentwicklungsplanung und Digitalisierung an Hochschulen sowie insbesondere für die wissenschaftlichen Bibliotheken in Thüringen.
Seit dem 1. Februar 2024 leitet er die Thüringer Universitäts- und Landesbibliothek Jena.

## Publikationen (Auswahl)
- Der Gothaer Fürstenstaat. Herrschaft, Konfession und Dynastie unter Herzog Ernst dem Frommen (= Historische Studien; 469), Husum 2002 (zugleich: Dissertation Friedrich-Schiller-Universität Jena, 2000).
- Hrsg. mit Gonthier-Louis Fink: Identitäten – Erfahrungen und Fiktionen um 1800 (= Jenaer Beiträge zur Geschichte; 6), Frankfurt am Main u. a. 2004.
- Hrsg. mit Werner Greiling und Christoph Köhler: Ernst II. von Sachsen-Gotha-Altenburg. Ein Herrscher im Zeitalter der Aufklärung (= Veröffentlichungen der Historischen Kommission für Thüringen: Kleine Reihe; 15), Köln/Weimar/Wien 2005.
- Hrsg. mit Hans-Werner Hahn und Georg Schmidt: Das Jahr 1806 im europäischen Kontext. Balance, Hegemonie und politische Kulturen, Köln/Weimar/Wien 2008.
- Hrsg. mit Joachim Bauer, Alexander Schmidt und Georg Schmidt: Die Universität Jena in der Frühen Neuzeit, Heidelberg 2008.